# Hans Brunner (Offizier)
Hans Brunner (* 5. April 1904 in Chur; † 17. Oktober 1983 in Bern, reformiert, heimatberechtigt in Küblis) war ein Schweizer Offizier, zuletzt im Range eines Oberstbrigadiers.

## Leben
Hans Brunner wurde  am 5. April 1904 als Sohn des Instruktors Hans Brunner Senior und der Magdalena Brunner geborene Roffler geboren. Nach der Matura an der Technischen Mittelschule in St. Gallen studierte er an der Handelshochschule St. Gallen. Sein Studium schloss er mit dem  akademischen Grad eines Diplomkaufmanns ab. Anschliessend absolvierte er ein Sprachstudium an der Universität von Dijon. Danach war Brunner als Mitarbeiter in der Firma Viscose Widnau-Heerbrugg beschäftigt.
Er war verheiratet mit Hedwig Mathilda, der Tochter des Emil Josua Steinlin. Hans Brunner starb am 17. Oktober 1983 im Alter von 79 Jahren in Bern.

## Militärische Laufbahn
Hans Brunner begann seinen Militärdienst ab 1929 als Instruktionsoffizier der Infanterie. Als Kommandant leitete er von 1949 bis 1957 die Schiessschule in Walenstadt sowie von 1958 bis 1963 die Zentralschule. Als Truppenführer befehligte Hans Brunner von 1947 bis 1950 das Gebirgsinfanterieregiment 36, von 1951 bis 1953 die Festungsbrigade 23 sowie von 1954 bis 1957 als Oberstbrigadier die Festungsbrigade 13. 1957 wurde er zum Kommandanten der Zentralschulen ernannt. 1963 wurde ihm zur Unterstützung James Thiébaud zur Seite gestellt, der die Zentralschulen 2a und 3a leitete.